# ميشيل زينك
ميشيل زينك (بالفرنسية: Michel Zink)‏ هو أستاذ جامعة ‏ وكاتب فرنسي، ولد في 5 مايو 1945 في إيسي ليه مولينو في فرنسا.

## وصلات خارجية
- ميشيل زينك على موقع ميوزك برينز (الإنجليزية)